# معهد لازاريف للغات الشرقية

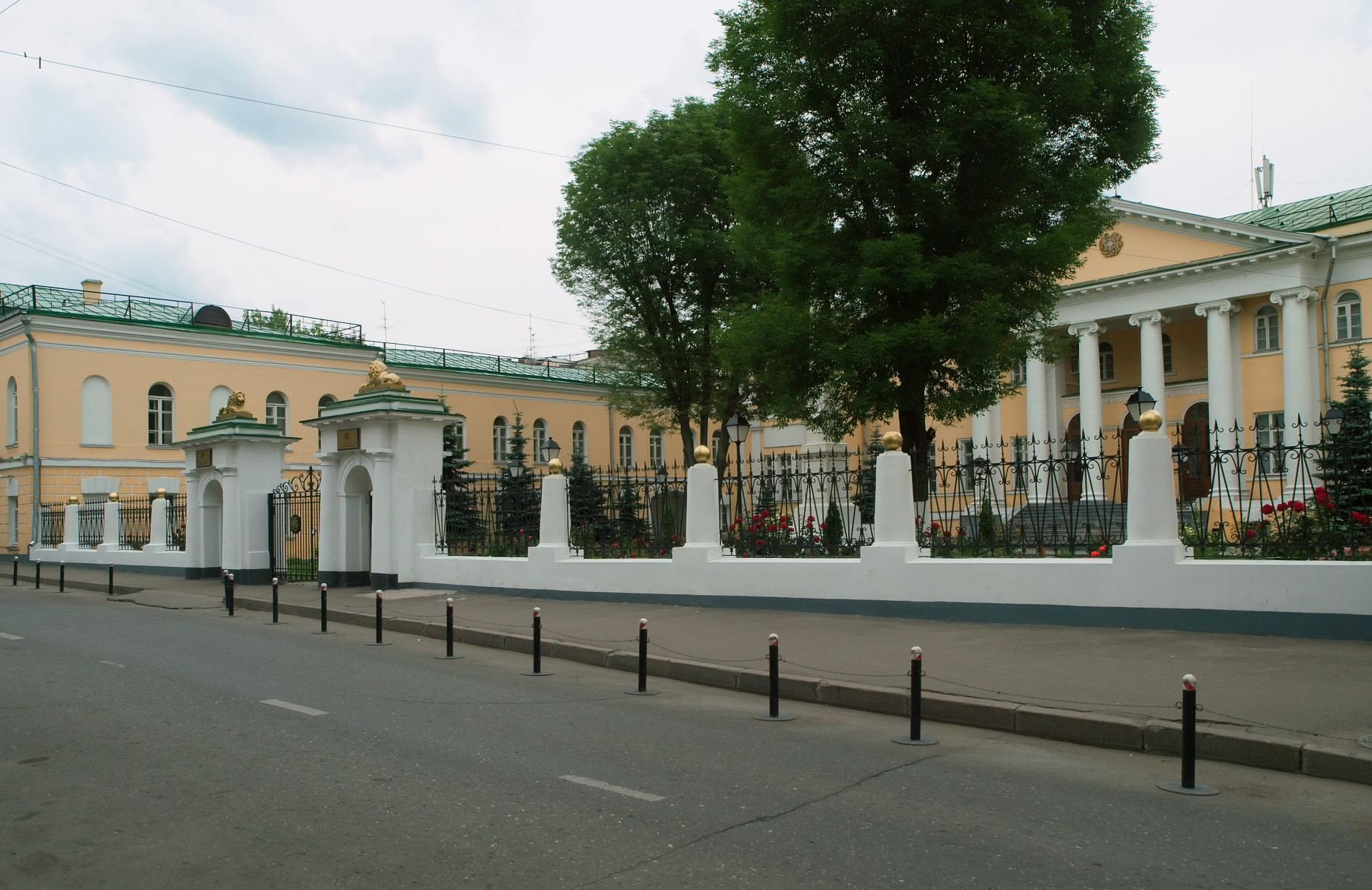
مبنى معهد لازاريف التاريخي في موسكو بعد أن اتخذته سفارة أرمينيا مقرًا لها.

معهد لازاريف للغات الشرقية (بالروسية: Ла́заревский институ́т восто́чных языко́в، وبالأرمنية: Արևելյան լեզուների Լազարյան ինստիտուտ) هو معهد استشراقي مقره موسكو. أنشئ سنة 1815، وتخصص في الاستشراق، خاصة ما يتعلق منه بأرمينيا، كما كان مركزًا ثقافيًا للشتات الأرمني في روسيا.
تلقى العديد من الدارسين الروس المختصين بمنطقة جنوب القوقاز تعليمهم في هذا المعهد. ويعد مقر المعهد السابق في جادة أرميانسكي مبنى تذكاريًا، وهو الآن مقر سفارة أرمينيا في موسكو.

## تاريخ المعهد

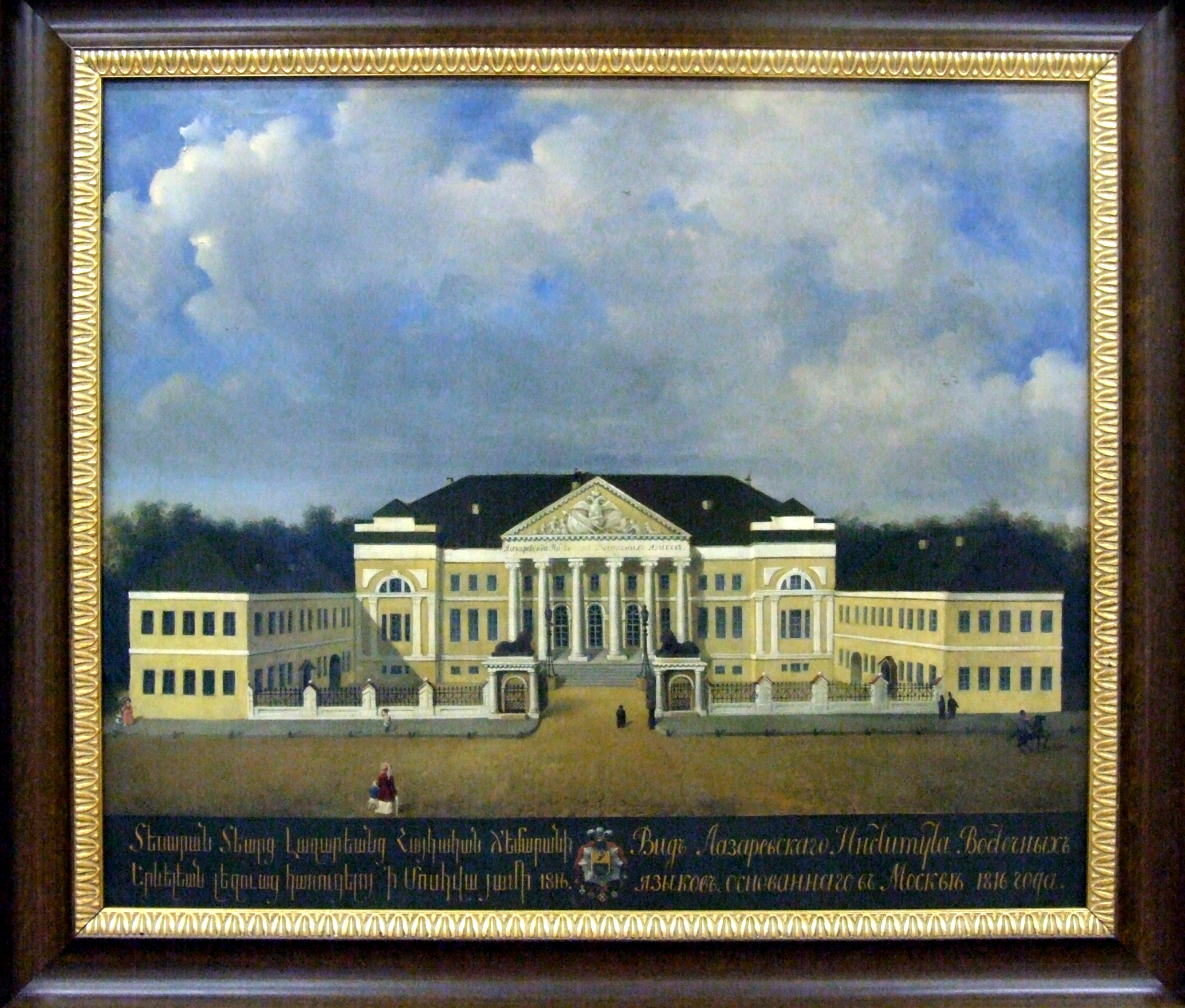
طباعة فنية معهد لازاريف للغات الشرقية في مبسكو

تولت تأسيس المعهد سنة 1815 أسرة لازاريان (لازاريف) الأرمنية. وفي سنة 1827، انتقلت إدارة المعهد إلى وزارة المعارف العمومية الروسية، وسمي بمعهد لازاريف للغات الشرقية، ونُظمت فيه برامج دراسية للغات العربية والأرمنية والفارسية والتركية. في سنة 1844، بلغ عدد طلاب المعهد 105 طلاب، كان 73 منهم من الأرمن، و30 منهم من الروس.
ومع توسع الإمبراطورية الروسية في القوقاز وأواسط آسيا، تعاظم دور المعهد في تدريب الموظفين والمترجمين الروس.
تغير اسم المعهد بين عامي 1919 و1920 عدت مرات، فسمي "المعهد الأرمني"، ثم "معهد جنوب غرب آسيا"، ثم المعهد المركزي للغات الشرقية الحديثة، ثم معهد موسكو للدراسات الشرقية. وبحلول ثلاثينيات القرن العشرين، هجر الطلاب المعهد، ونُقلت مكتبته إلى مكتبة لينين في موسكو.